# ولک (دهانه)
ولک یک دهانه برخوردی در ماه‌ است.

## دهانه‌های اقماری
این دهانه ۸ دهانه اقماری دارد.
| Vlacq | عرض جغرافیایی | طول جغرافیایی | قطر          |
| ----- | ------------- | ------------- | ------------ |
| A     | ۵۱.۲° S       | ۳۸.۹° E       | ۱۷.۰ کیلومتر |
| C     | ۵۰.۳° S       | ۳۹.۴° E       | ۱۹.۰ کیلومتر |
| B     | ۵۱.۰° S       | ۳۹.۷° E       | ۱۸.۰ کیلومتر |
| E     | ۵۲.۰° S       | ۳۶.۲° E       | ۱۱.۰ کیلومتر |
| D     | ۴۸.۷° S       | ۳۶.۲° E       | ۳۴.۰ کیلومتر |
| G     | ۵۴.۹° S       | ۳۸.۱° E       | ۲۷.۰ کیلومتر |
| H     | ۴۷.۹° S       | ۳۴.۹° E       | ۱۱.۰ کیلومتر |
| K     | ۵۱.۲° S       | ۳۶.۶° E       | ۱۲.۰ کیلومتر |